# Château de Niddry

Le château de Niddry est une maison-tour du XIVe siècle située près de Winchburgh dans le West Lothian en Écosse.
Il a été construit aux environs de 1500 par un Lord Seton. Marie Ire d'Écosse y fut hébergé le 2 mai 1568, après son évasion du château de Loch Leven. Vers 1680, le château devint la propriété de la famille Hope - désormais connue sous son titre de marquis de Linlithgow - qui prit alors le titre de Baron de Niddry. Dans les années 1990, il fut restauré et transformé en résidence particulière.
Le château est bâti selon un plan en L, au-dessus de caves voûtées. Ses quatre étages sont surmontés d'un parapet en encorbellement, ainsi que d'une tourelle dans l'angle du L qui fut rajoutée au XVIIe siècle.